# Mũ vận động

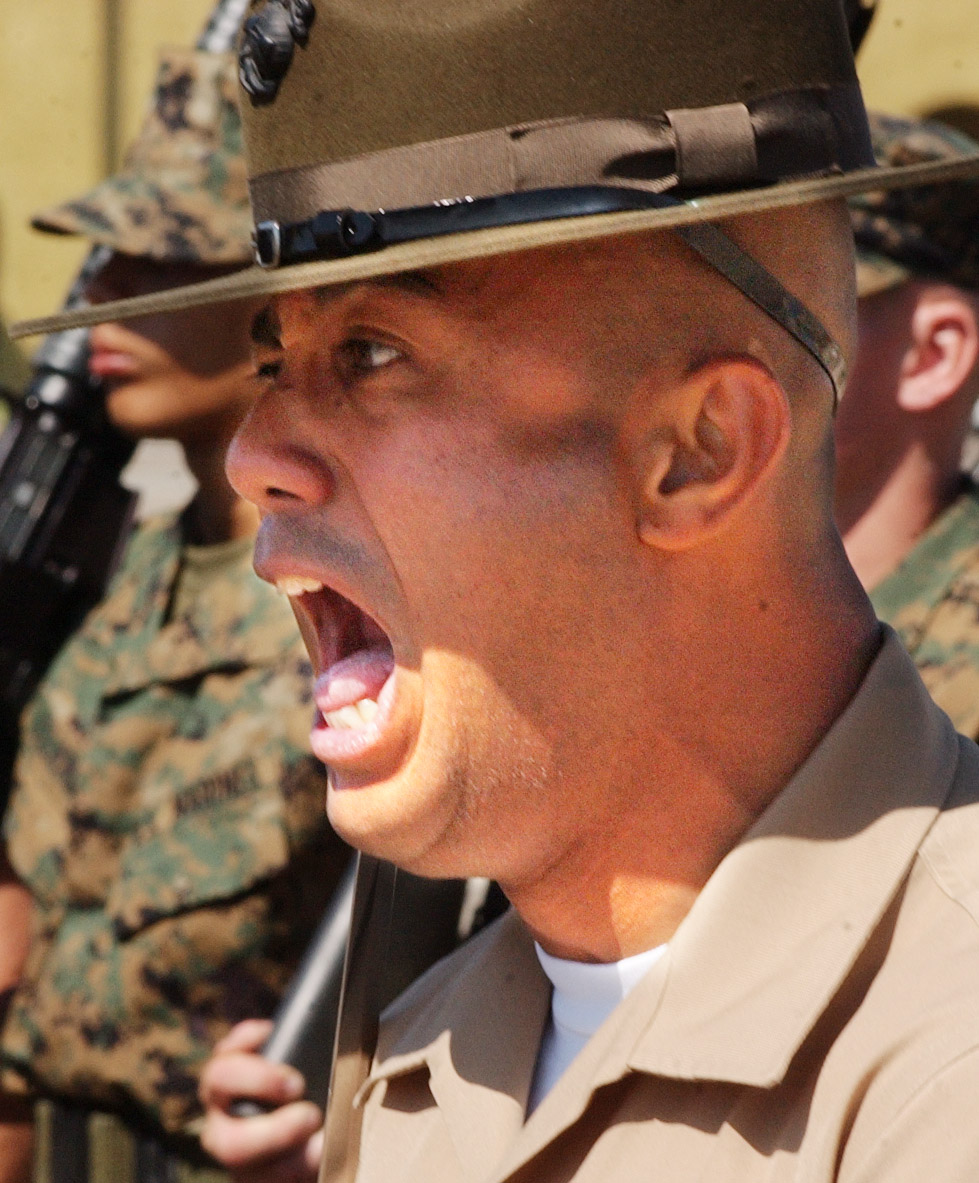
Một giảng viên huấn luyện của Thủy quân lục chiến Hoa Kỳ đội một mũ vận động

Một kị binh Canada tại Expo 67 ở thành phố Montréal

Mũ vận động (tiếng Anh: campaign hat, Stetson hat, drill instructor hat, drill sergeant hat, round brown hat, ranger hat, sergeant hat, Scouts hat, Smokey Bear hat) là một loại mũ nỉ rộng vành có phần chóp cao bó căng ở bốn góc. Nó có quan hệ với lực lượng bộ binh của Quân đội Hoa Kỳ trong Chiến tranh thế giới thứ hai, đương thời là mũ của các giảng viên huấn luyện quân sự Hoa Kỳ, lực lượng cảnh sát tiểu bang, nhân viên kiểm lâm, Hướng đạo sinh, Cảnh sát Kị binh Hoàng gia Canada,... Nó không nên bị nhầm lẫn với mũ lưỡi trai hay mũ cao bồi.

## Lịch sử
Nguồn gốc của mũ có thể được truy tìm về thập niên 1840 khi các nhóm quân đội đóng quân ở miền tây vui sướng vì đội được những loại mũ dân sự mà chúng thực tiễn hơn là mũ Shako hay mũ Kepi mà vào lúc đó là thời trang trong các quân đội của tây phương. Tên gọi bắt đầu được dùng sau các quy định 1872–1876 để giới thiệu một loại nón nỉ đen — mà có thể là vải nâu xám sau 1883 — để dùng cho áo chiến được sưu tầm từ các loại phổ biến trong cuộc Nội chiến Hoa Kỳ. Trong Chiến tranh Tây Ban Nha-Mỹ, nếp lỏm xuống ở giữa theo tiêu chuẩn trên phần đỉnh mũ được xem là không thực tiễn vì có chiều hướng giữ lại nước khi gặp mưa. Điều này, cùng kết hợp với kiểu mẫu dân sự, có nghĩa là mũ bắt đầu được đội với phần chóp cao được bó gọn lại (tránh có lỏm nằm trên đỉnh).
Mũ thường có liên hệ với Sir Robert Baden-Powell người giới thiệu mũ cho lực lượng cảnh sát Nam Phi và Hướng đạo.
Qua thời Chiến tranh thế giới thứ nhất, mũ vận động của binh sĩ Mỹ hơi mềm vành thường cong gấp theo chiều sở thích của người đội. Vào thập niên 1930, nỉ được chế tạo rất cứng cho vành mũ thẳng vĩnh cửu. Khoảng thời gian này nó được gọi tên là kiểu nón "Đỉnh Montana".